# Mèze
Mèze – miejscowość i gmina we Francji, w regionie Oksytania, w departamencie Hérault.
Według danych na rok 1990 gminę zamieszkiwały 6502 osoby, a gęstość zaludnienia wynosiła 188 osób/km² (wśród 1545 gmin Langwedocji-Roussillon Mèze plasuje się na 42. miejscu pod względem liczby ludności, natomiast pod względem powierzchni na miejscu 138.).